# Conus pseudaurantius
Conus pseudaurantius is een in zee levende slakkensoort uit het geslacht Conus. De slak behoort tot de familie Conidae. Conus pseudaurantius werd in 1985 beschreven door Vink & von Cosel. Net zoals alle soorten binnen het geslacht Conus zijn deze slakken roofzuchtig en giftig. Zij bezitten een harpoenachtige structuur waarmee ze hun prooi kunnen steken en verlammen.